# حدسية ميرتنز

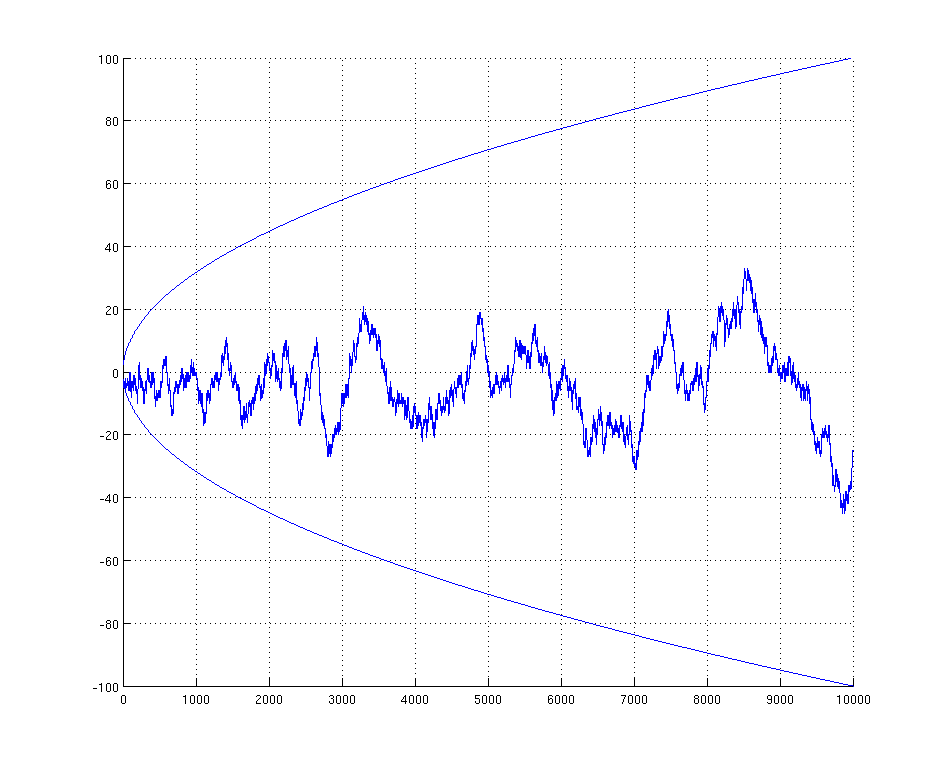
يبين الرسم البياني دالة ميرتنز (M(n ومنحنى الجذور المربعة ±√n بالنسبة إلى n≤10000. بعد حساب ميرتنز لهاته القيم، حدس أن القيمة المطلقة ل (M(n هي دائما أصغر من √n. This hypothesis, known as Mertens conjecture, was disproved in 1985 by Andrew Odlyzko and Herman te Riele

حدسية ميرتنز في نظرية الأعداد تنص على أن القيمة المطلقة لدالة ميرتنز لا تتجاوز الجذر المربع ل n. وهي حدسية خاطئة. وضعت عام 1897 وثبت خطأها في عام 1985 وسميت هاته الحدسية هكذا نسبة لعالم الرياضيات فرانز ميرتنز.

## تعريف
في نظرية الأعداد، تعرف دالة ميرتنز كما يلي :
{\displaystyle M(n)=\sum _{1\leq k\leq n}\mu (k)}
حيث μ(k) هي دالة موبيوس.
حدسية ميرتنز تنص على ما يلي
{\displaystyle \left|M(n)\right|<{\sqrt {n}}.\,}

## برهان الخطأ
انظر إلى توماس يوهانز ستيلشيس.
شك عالما الرياضيات اللذان برهنا خطأ حدسية ميرتنز أنه لا يوجد أي مثال مضاد ينتهك هاته الحدسية، تقل قيمته عن ×1020 أو حتى ×1030. أثبت فيما بعد، أن أول مثال مضاد يكبر ذلك بكثير.
{\displaystyle \liminf m(n)<-1.009\quad } و {\displaystyle \quad \limsup m(n)>1.06.}

## ارتباطها بفرضية ريمان
برهان خطإ حدسية ميرتنز أغلق بصفة نهائية طريقا محتملا نحو برهان فرضية ريمان.
فرضية ريمان تنتج عن المتراجحة :{\displaystyle \left|M(n)\right|<=c{\sqrt {n}}.\,} أيا كانت قيمة الثابت C.
برهان خطأ حدسية ميرتنز لا يعني نهائيا برهان خطأ فرضية ريمان. اعتقد لمدة طويلة أن حدسية ميرتنز خاطئة، إلا أن برهان خطإها لم يقدم إلا سنة 1985.
حسب عالم رياضيات اسمه فون ستيرنك قيمة دالة ميرتنز إلى حدود خمسة ملايين، سنة 1912، فوضع حدسيته المعروفة بفرضية ستيرنك.